# Štritof
Štritof je priimek več znanih Slovencev:
- Andrej Štritof (1903—1994), slikar
- Andrej Štritof (1959), filmski producent, igralec, glasbenik ?
- Anton Štritof (1859—1917), šolnik, direktor Gimnazije Kranj (sestavil spomenico za skrinjico-časovno kapsulo)
- Manca Štritof, akrobatka, plesalka ob drogu, trenerka
- Niko Štritof (1890—1944), skladatelj, pesnik, prevajalec libretov in dirigent
- Tone Štritof (1961—2014), narodnozabavni glasbenik, pevec, kitarist Ans. Lojzeta Slaka
- Vilma Štritof (1962), dramaturginja, prevajalka, radijska urednica